# Foxhound anglès

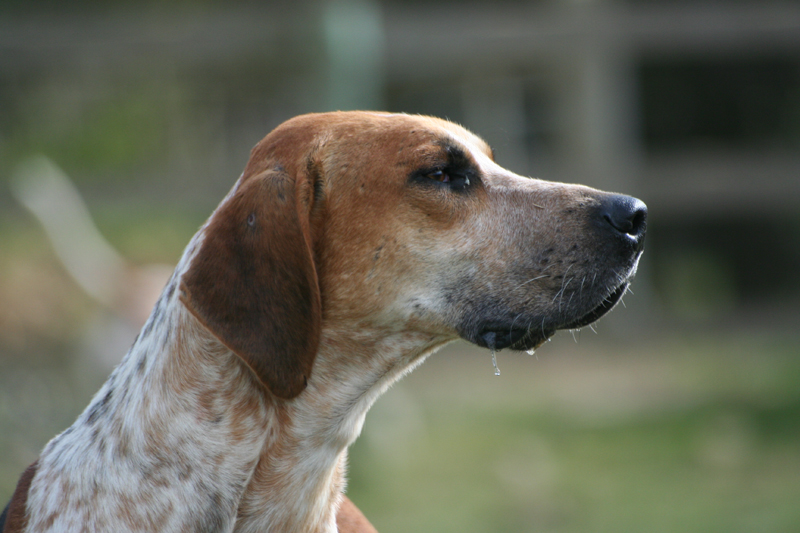
Foxhound anglès

El foxhound anglès és un una raça de gos. Descendeix del bloodhound i l'extint talbot. La seva funció principal és caçar al costat d'homes muntats a cavall. Pot treballar durant diverses hores sense descans i en diversos tipus de terreny. Mai es té com a animal de companyia, sinó que es cria en gossades privades. És un gos fort, viu, atrevit i sorollós. Tenen la capa curta i dura. Color tricolor negre, blanc i torrat o bicolor amb un fons blanc. Cap no pesat, i amb celles pronunciades. Orelles baixes i caigudes, estil gos. Esquena musculosa, a nivell. Potes rectes. Cua ben assentada de port alegre, estil fuet. La grandària mitjana dels foxhound varia lleugerament depenent del gènere de l'animal. Els mascles mesuren entre 55 i 62,5 cm fins a la creu, i les femelles de 50,5 a 60 cm fins a la creu. Generalment pesen entre 29,5 i 38 kg.
Té una gran semblança física amb el beagle encara que és una mica més gran.

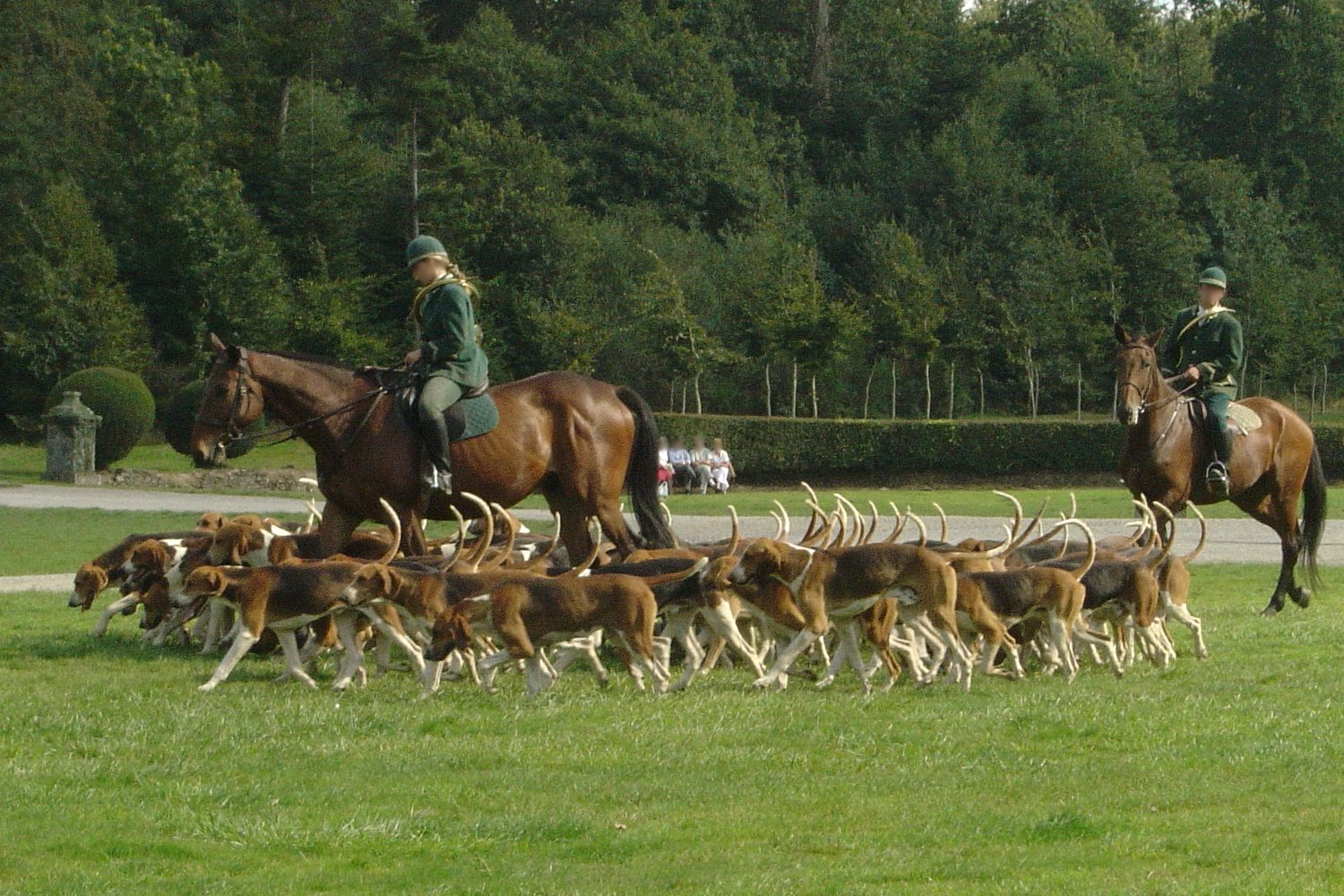
Gossada de foxhound anglès.